# Jamides elioti
Jamides elioti là bướm thuộc họ Lycaenids or Blues. Nó được tìm thấy ở Sulawesi.

## Hình ảnh

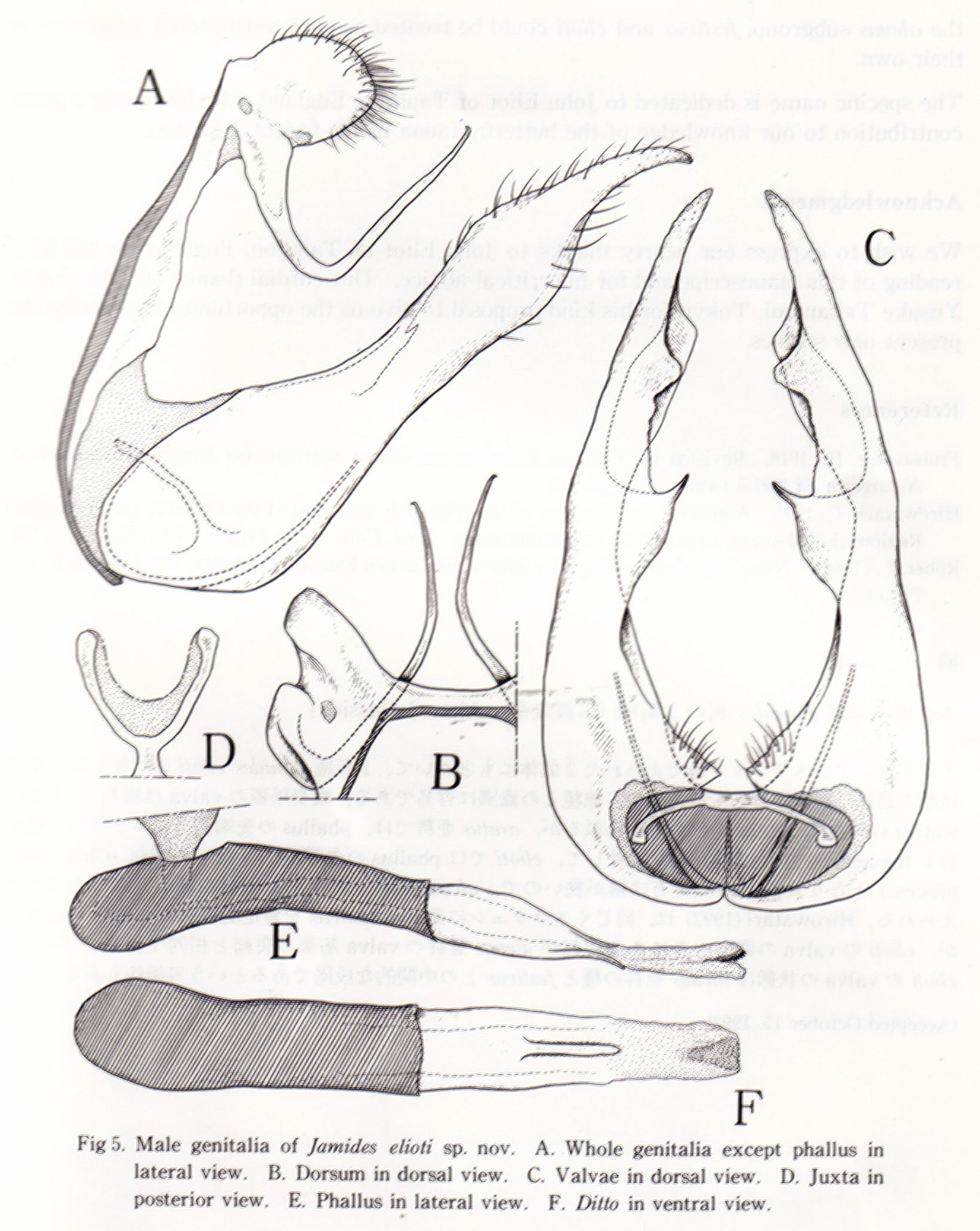